# Аржанов, Николай Николаевич
Никола́й Никола́евич Аржа́нов (25 февраля [10 марта] 1913 года — 7 февраля 1976 года) — лётчик-испытатель Казанского авиационного завода, Герой Советского Союза (1.05.1957).

## Биография
Родился 25 февраля (10 марта) 1913 года в деревне Вокшево ныне Кологривского района Костромской области. Русский. Работал в Кологривском райкоме комсомола.
В 1937 году окончил самолётостроительный факультет Казанский авиационный институт. В 1937—1941 годах работал ведущим инженером, начальником лётно-испытательной станции на авиазаводе № 124 (г. Казань). С 1941 года — заместитель начальника лётно-испытательной станции авиазавода № 22 (г. Казань). Самостоятельно научился летать на самолёте и вскоре летал в транспортном авиаотряде завода.
В 1944—1964 — лётчик-испытатель Казанского авиационного завода № 22. Поднял в небо и провёл испытания первых серийных бомбардировщиков Ту-4 и Ту-16, изготовленных на заводе. Испытывал серийные бомбардировщики: поршневые — Пе-2 и Ту-4, реактивные — Ту-16 и Ту-22; реактивные пассажирские самолёты Ту-104, а также их модификации.
За мужество и героизм, проявленные при испытании новой авиационной техники, лётчику-испытателю Аржанову Николаю Николаевичу Указом Президиума Верховного Совета СССР от 1 мая 1957 года присвоено звание Героя Советского Союза с вручением ордена Ленина и медали «Золотая Звезда» (№ 11137).
После ухода с лётной работы продолжал трудиться на Казанском авиационном заводе инженером. Жил в Казани. Умер 7 февраля 1976 года. Похоронен на Арском кладбище.

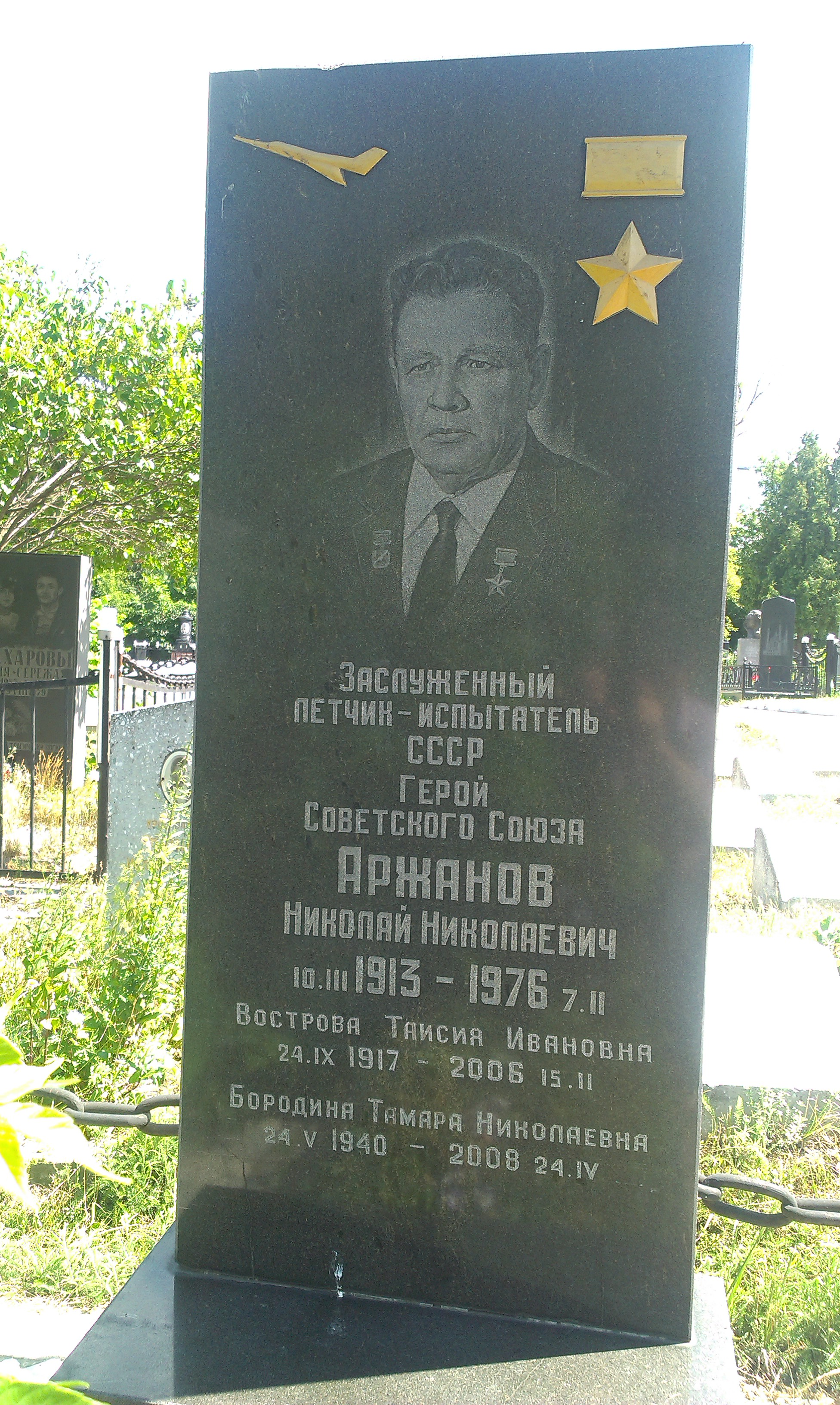
Могила Аржанова на Арском кладбище

## Награды
- Медаль «Золотая Звезда» Героя Советского Союза (№ 11137).
- Орден Ленина (1957).
- Орден Трудового Красного Знамени (1948).
- Два ордена Красной Звезды (1944, 1947).
- Заслуженный лётчик-испытатель СССР (1961).
- Медали.

## Память
- В 2020 году именем Аржанова была названа улица в новом жилом комплексе «Моё Царицыно» в рамках празднования 75-летия Победы в Великой Отечественной войне и 100-летия образования ТАССР[1].